# Contea di Lauderdale (Mississippi)
La contea di Lauderdale, in inglese Lauderdale County, è una contea dello Stato del Mississippi, negli Stati Uniti. La popolazione al censimento del 2000 era di 78 161 abitanti. Il capoluogo di contea è Meridian. Il nome le è stato in onore al colonnello James Lauderdale.

## Geografia fisica
La contea si trova nella parte orientale del Mississippi. L'U.S. Census Bureau certifica che l'estensione della contea è di 1853 km², di cui 1822 km² composti da terra e i rimanenti 31 km² composti di acqua.

### Contee confinanti
- Contea di Kemper (Mississippi) - nord
- Contea di Sumter (Alabama) - est
- Contea di Choctaw (Alabama) - sud-est
- Contea di Clarke (Mississippi) - sud
- Contea di Newton (Mississippi) - ovest

### Principali strade ed autostrade
- Interstate 59
- Interstate 20
- U.S. Highway 11
- U.S. Highway 45
- U.S. Highway 80
- Mississippi Highway 19
- Mississippi Highway 39

## Storia
La Contea di Lauderdale venne costituita il 23 dicembre 1833.

## Comunità

### Città
- Meridian (Capoluogo della contea)

### Town
- Marion

### Census-designated place
- Collinsville
- Meridian Station
- Nellieburg

### Area non incorporata
- Bailey
- Daleville
- Kewanee
- Lauderdale
- Russell
- Toomsuba
- Whynot
- Zero